# Marići (gmina Kanfanar)
Marići – wieś w Chorwacji, w żupanii istryjskiej, w gminie Kanfanar. W 2011 roku liczyła 140 mieszkańców.